# Харди Кригер
Харди Кригер, право име Франц Еберхард Аугуст Кригер (енгл. Franz Eberhard August Krüger; Вединг, 12. април 1928 — Палм Спрингс, 19. јануар 2022) био је немачки глумац. Познат по улогама у филмовима Битка на Неретви и Недостижни мост.

## Биографија
Марта 1945. Кригер је био регрутован у 38. СС дивизију Нибелунген и учествовао је у борби пре него што су га заробили Американци. Публици са енглеског говорног подручја први пут се представио 1957. у британском филму The One That Got Away, о једином немачком ратном заробљенику који је побегао из савезничког заробљеништва.
Кригера је привлачила Африка, па је купио фарму Нгонгонгаре у данашњој северној Танзанији, коју је поседовао 13 година. Нгонгонгаре је била позорница за филм Hatari! из 1962. у ком је Кригер глумио уз Џона Вејна.
Глумио је бројним европским и америчким филмовима као што је оригинална верзија Лета феникса из 1965. и немачка верзија филма The Moon is Blue. Остали филмови у којима се појавио су Битка на Неретви Вељка Булајића, Недостижни мост Ричарда Атенбороа и The Wild Geese (1978) са Ричардом Бертоном.
Његова кћерка Кристина Кригер и син Харди Кригер млађи су такође глумци.

## Улоге
| Улоге Хардија Кригера |                  |               |                        |          |
| Година                | Српски назив     | Изворни назив | Улога                  | Напомена |
| 1944.                 |                  |               |                        |          |
| 1957.                 |                  |               |                        |          |
| 1958.                 |                  |               |                        |          |
| 1959.                 |                  |               |                        |          |
| 1960.                 |                  |               |                        |          |
| 1962.                 |                  |               |                        |          |
| 1962.                 |                  |               |                        |          |
| 1964.                 |                  |               |                        |          |
| 1965.                 |                  |               |                        |          |
| 1965.                 |                  |               |                        |          |
| 1965.                 | Лет феникса      |               |                        |          |
| 1966.                 |                  |               |                        |          |
| 1967.                 |                  |               |                        |          |
| 1968.                 |                  | (1968)        |                        |          |
| 1969.                 |                  |               |                        |          |
| 1969.                 | Битка на Неретви |               | пуковник Кранцер       |          |
| 1969.                 |                  |               |                        |          |
| 1969.                 |                  |               |                        |          |
| 1971.                 |                  |               |                        |          |
| 1971.                 |                  |               |                        |          |
| 1972.                 |                  |               |                        |          |
| 1973.                 |                  |               |                        |          |
| 1973.                 |                  |               |                        |          |
| 1975.                 |                  |               |                        |          |
| 1975.                 | Бери Линдон      |               |                        |          |
| 1976.                 |                  |               |                        |          |
| 1977.                 |                  |               |                        |          |
| 1977.                 | Недостижни мост  |               | СС-бригадефирер Лудвиг |          |
| 1978.                 |                  |               |                        |          |
| 1978.                 |                  |               |                        |          |
| 1981.                 |                  |               |                        |          |
| 1982.                 |                  |               |                        |          |
| 1984.                 |                  |               |                        |          |
| 1988.                 |                  |               |                        |          |